# Achabeti
Achabeti (en georgiano: აჩაბეთი; en ruso: Ачабет) o Atsabet (en osetio: Ацабет) fue un pueblo que pertenece a la parcialmente reconocida República de Osetia del Sur, parte del distrito de Tsjinval, aunque de iure pertenece al municipio de Kurta de la región de Iberia Interior de Georgia.

## Geografía
Achabeti se encuentra en el lado derecho del río Gran Liajvi y está formado por las aldeas de Kvemo Achabeti (en georgiano: ქვემო აჩაბეთი; en osetio: Дæллаг Ацабет) y Zemo Achabeti (en georgiano: ზემო აჩაბეთი; en osetio: Уæллаг Ацабет). 

## Historia
Según fuentes georgianas, en la última época feudal aquí había un "palacio y castillo de los reyes". En la época feudal anterior, Achabeti era también el nombre de todo el valle. En el siglo VII, la geografía de Armenia menciona entre otros distritos del reino de Iberia, la unidad administrativo-territorial: "Achabeti Jevi".
En 1744, Erekle Batonishvili (más tarde Heraclio II de Georgia) derrotó a Givi Amilajvari y su ejército otomano en Achabeti. Achabeti está asociado con el clan Anchabadze y a partir de este pueblo se creó más tarde un nuevo apellido feudal, Machabeli.
Achabeti fue una de las aldeas que formaron un “enclave georgiano” en la autovía transcaucásico. Durante la guerra de Osetia del Sur de 1991-1992, los georgianos lograron controlar el pueblo. 
La población georgiana fue evacuada en vísperas de la guerra ruso-georgiana de agosto de 2008 a Georgia, y posteriormente sus casas fueron incendiadas bajo el control del Ministerio del Interior de Osetia del Sur. Después de la guerra, la aldea quedó despoblada y dejó de existir, y su territorio quedó bajo el control de las autoridades de la República de Osetia del Sur.

## Demografía
La evolución demográfica de Achabeti entre 1989 y 2015 fue la siguiente:
| 1270                                                     | 1434 | 0 |
| (Fuente: Population of South Ossetia since Soviet times) |      |   |

Según el censo soviético de 1989 y el de 2002 realizado por las autoridades georgianas, que controlaban Achabeti, la composición étnica del pueblo es la siguiente:
|              | 1989      | 1989       | 2002      | 2002       |
| Grupo étnico | Población | Porcentaje | Población | Porcentaje |
| ------------ | --------- | ---------- | --------- | ---------- |
| Georgianos   | 1201      | 95%        | 1348      | 94%        |
| Osetios      | 69        | 5%         | 86        | 6%         |
| Total        | 1270      | 100%       | 1434      | 100%       |

## Infraestrucctura

### Transporte
Por Achabeti pasa la autovía transcaucásica, que une Gori y Osetia del Norte-Alania.